# Occultastella morgani
Occultastella morgani (лат.) — вид пещерных кузнечиков, единственный в составе рода Occultastella из подсемейства Macropathinae (Rhaphidophoridae). Новая Зеландия.

## Этимология
Первая часть родового названия Occultastella происходит от латинского слова Occulta (скрытый), в знак признания скрытных привычек этого кузнечика, которые позволили ему до настоящего времени остаться незадокументированным. Вторая часть слова происходит от латинского слова stella (звезда), в связи с характерными бледными, пламевидными отметинами на спинной поверхности головы («Скрытая звезда»). Видовое название O. morgani дано в честь ортоптеролога Мэри Морган-Ричардс (Mary Morgan-Richards), которая внесла значительный вклад в экологию, систематику и таксономию новозеландских пещерных кузнечиков (Rhaphidphoridae) и Anostostomatidae.

## Распространение
Новая Зеландия. Северо-запад Южного острова, национальный парк Кахуранги и Westport.

## Описание
Длина около 11 мм, усики длиннее тела (~14 мм). Голова, усики, грудь, брюшко и ноги преимущественно темно-коричневые до черных. Двухлопастной фастигиум между усиками несет белое пятно на каждой боковой поверхности (оцеллии). Тело имеет несколько неравномерных кремовых пятен на боках и ногах и более крупные бледные пятна на дорсальной поверхности брюшка. Длинный переднеспинка имеет характерную кремовую/белую отметину в виде «пламени свечи» с каждой стороны от средней линии, простирающуюся от переднего края дорсальной поверхности примерно до половины ее длины. Каждое «пламя» несет затемненное (коричневое) пятно в самой широкой части. Иногда заметна тонкая бледная срединная линия. Род отличается от близких таксонов следующими признаками: маленький, тёмный кузнечик, со стройным телом и тонкими ногами; имеет отличительные, контрастные, бледные, пламевидные отметины на переднеспинке.

## Таксономия
Вид был впервые описан в 2024 году новозеландским энтомологом Steven A. Trewick (Wildlife & Ecology; Университет Мэсси, Палмерстон-Норт, Новая Зеландия) по типовым материалам из Новой Зеландии. Включён в состав подсемейства Macropathinae (Пещерные кузнечики).